# Port lotniczy Jinan-Yaoqiang
Port lotniczy Jinan-Yaoqiang (IATA: TNA, ICAO: ZSJN) – port lotniczy położony 33 km od centrum Jinan, w prowincji Szantung, w Chinach. Jest głównym hubem linii lotniczych Shandong Airlines.

## Linie lotnicze i połączenia[2]
| Linia Lotnicza            | Kierunek |
| ------------------------- | --- |
| Air China                 | 1. Changsha 2. Chengdu-Tianfu 3. Dalian |
| Air Guilin                | 1. Guilin 2. Haikou 3. Zhangjiajie |
| Air Travel                | 1. Changsha |
| Beijing Capital Airlines  | 1. Haikou 2. Harbin 3. Lijiang 4. Sanya 5. Xi’an |
| Cambodia Airways          | 1. Phnom Penh |
| Chengdu Airlines          | 1. Changsha 2. Chengdu-Tianfu 3. Guiyang 4. Hohhot 5. Jixi 6. Quanzhou 7. Wenzhou |
| China Eastern Airlines    | 1. Changchun 2. Chengdu-Tianfu 3. Chongqing 4. Dalian 5. Guangzhou 6. Harbin 7. Jiamusi 8. Kunming 9. Lanzhou 10. Nanchang 11. Ordos 12. Qiqihar 13. Szanghaj-Hongqiao 14. Szanghaj-Pudong 15. Sydney 16. Wuhan 17. Xi’an 18. Xining 19. Yinchuan 20. Yiwu |
| China Express Airlines    | 1. Baotou 2. Chengdu-Tianfu 3. Chifeng 4. Hohhot 5. Qingyang |
| China Southern Airlines   | 1. Changsha 2. Guangzhou 3. Harbin 4. Jieyang 5. Kaszgar 6. Shenyang 7. Shenzhen 8. Urumczi 9. Wuhan |
| Colorful Guizhou Airlines | 1. Guiyang 2. Yibin 3. Zunyi |
| Dalian Airlines           | 1. Dalian |
| GX Airlines               | 1. Nanning 2. Yichang |
| Hainan Airlines           | 1. Changsha 2. Guangzhou 3. Haikou 4. Sanya 5. Shenyang 6. Shenzhen 7. Urumczi |
| Jiangxi Air               | 1. Nanchang 2. Shenyang |
| Kunming Airlines          | 1. Jingzhou 2. Kunming |
| Loong Air                 | 1. Changchun 2. Harbin 3. Jinggangshan 4. Zhuhai |
| Lucky Air                 | 1. Chengdu-Tianfu 2. Ganzhou 3. Kunming 4. Lijiang 5. Luzhou 6. Xishuangbanna |
| Qingdao Airlines          | 1. Changchun 2. Fuzhou |
| Ruili Airlines            | 1. Ezhou 2. Kunming |
| Scoot                     | 1. Singapur |
| Shandong Airlines         | 1. Bangkok-Suvarnabhumi 2. Changchun 3. Changsha 4. Chengdu-Tianfu 5. Chongqing 6. Dalian 7. Fuzhou 8. Guangzhou 9. Guilin 10. Guiyang 11. Haikou 12. Hulun Buir 13. Harbin 14. Hohhot 15. Hongkong 16. Kaszgar 17. Korla 18. Kunming 19. Lanzhou 20. Lijiang 21. Mianyang 22. Nanchang 23. Nanning 24. Osaka-Kansai 25. Quanzhou 26. Quzhou 27. Sanya 28. Seul-Inczon 29. Szanghaj-Hongqiao 30. Szanghaj-Pudong 31. Shenyang 32. Shenzhen 33. Singapur 34. Taizhou 35. Urumczi 36. Weihai 37. Wenzhou 38. Wuhan 39. Wuyishan 40. Xiamen 41. Xi’an 42. Xining 43. Yantai 44. Yinchuan 45. Zhangjiajie 46. Zhoushan 47. Zhuhai |
| Shenzhen Airlines         | 1. Guangzhou 2. Shenzhen |
| Sichuan Airlines          | 1. Bazhong 2. Changchun 3. Chengdu-Shuangliu 4. Chengdu-Tianfu 5. Chongqing 6. Guangyuan 7. Harbin 8. Kunming 9. Lanzhou 10. Nanning 11. Sanya 12. Urumczi 13. Xi’an 14. Xining |
| Spring Airlines           | 1. Chengdu-Tianfu 2. Dalian 3. Enshi 4. Lanzhou |
| Suparna Airlines          | 1. Guiyang 2. Harbin 3. Mianyang 4. Shenzhen 5. Xiangyang |
| Thai Lion Air             | 1. Bangkok-Don Muang |
| Tianjin Airlines          | 1. Guiyang 2. Haikou 3. Tongliao 4. Xi’an 5. Yulin |
| Tibet Airlines            | 1. Chengdu-Shuangliu 2. Lhasa 3. Nanchong 4. Xi’an 5. Xining |
| T’way Air                 | 1. Seul-Inczon |
| Urumqi Air                | 1. Huizhou 2. Quanzhou 3. Zhanjiang |
| VietJet Air               | 1. Nha Trang |
| West Air                  | 1. Changsha 2. Chengdu-Tianfu 3. Chongqing 4. Guiyang 5. Quanzhou 6. Shenzhen 7. Yinchuan |
| Xiamen Air                | 1. Changchun 2. Changsha 3. Dalian 4. Fuzhou 5. Harbin 6. Quanzhou 7. Urumczi 8. Xiamen |